# Newquay
Newquay (em córnico: Tewynn Pleustri/Towan Blystra) é uma cidade da Cornualha, com 19 423 habitantes (censo de 2001).